# 21552 Richardlee
21552 Richardlee è un asteroide della fascia principale. Scoperto nel 1998, presenta un'orbita caratterizzata da un semiasse maggiore pari a 2,5950563 UA e da un'eccentricità di 0,0122207, inclinata di 22,08230° rispetto all'eclittica.